# Козорезенко, Пётр Петрович
Пётр Петрович Козорезенко (старший) (род. 31 июля 1953 года, Симферополь, УССР, СССР) — советский и российский художник-график, академик Российской академии художеств (2013). Народный художник Российской Федерации (2005).

## Биография
Родился 31 июля 1953 года в Симферополе. В 1977 году с отличием окончил Крымское художественное училище имени Н. С. Самокиша.
В 1982 году — окончил Всесоюзный государственный институт кинематографии, руководитель творческой мастерской — Л. М. Платов. Живёт и работает в Москве.
С 1987 года — член Союза художников СССР, с 1988 года — член Творческого союза художников.
С 1990 года — председатель Молодёжного объединения Творческого союза художников России.
В 2006 году — защитил докторскую диссертацию.
В 2013 году — избран академиком Российской академии художеств.
С 1996 года — профессор МГХПА имени С. Г. Строганова, с 2008 года — член докторского совета МГХПА имени С. Г. Строганова, в настоящее время — директор Академии искусств «Строгановские традиции» МГХПА имени С. Г. Строганова.

## Творческая деятельность
Основные произведения: «Инквизиция» (2007—2012 гг.), «У святого места. Из цикла „На новые земли“» (1985—1995 гг.), Триптих «За Веру». Центральная часть триптиха «Первые поморы» (1990—1995 гг.), «Поверженный» (2005—2012 гг.), «Кучум. Левая часть триптиха „Противостояние“» (1996 г.), «Память детства» (1986 г.), Триптих «Сон детства» (1986 г.), «Комедиант» (1980 г.), Портрет Ивана Ивановича (1979 г.), «Мастерская. Горячий Ключ» (1986 г.)
На киностудии «Мосфильм» в качестве художника декоратора и постановщика участвовал в создании фильмов «Тихие воды глубоки» (1984), «Дикий хмель» (1985), «Крик дельфина» (1986). Афиша фильма «Вот моя деревня…» (1985), «О возвращении забыть» (1985).
В жанре книжной миниатюры иллюстрировал «Собор Парижской богоматери» В. Гюго, «Деревню» И. Бунина, «Конька-Горбунка» П. Ершова, «Не стреляйте в белых лебедей» Б. Васильева.
Произведения находятся в музеях и картинных галереях России, стран СНГ и за рубежом.

## Награды
- Медаль ордена «За заслуги перед Отечеством» I степени (26 августа 2020 года) — за большой вклад в развитие отечественной культуры и искусства, многолетнюю плодотворную деятельность[2]
- Медаль ордена «За заслуги перед Отечеством» II степени (2 мая 2014 года) — за достигнутые трудовые успехи, значительный вклад в социально-экономическое развитие Российской Федерации, реализацию внешнеполитического курса Российской Федерации, заслуги в гуманитарной сфере, укреплении законности и правопорядка, активную общественную деятельность, многолетнюю добросовестную работу[3]
- Народный художник Российской Федерации (29 июня 2005 года) — за большие заслуги в области изобразительного искусства[4]
- Заслуженный художник Российской Федерации (2 мая 1996 года) — за заслуги в области искусства[5]
- Медаль «В память 850-летия Москвы» (1997)
- Почётный работник высшего профессионального образования Российской Федерации (2013)
- Премия Конституционного суда за создание картины «Заседание первого Конституционного суда Российской Федерации» (1997)
- Золотая медаль РАХ (1996) — за создание живописного произведения «У святого места» из цикла «На новые земли»

## Семья
Сын — Пётр Петрович Козорезенко, младший (31 августа 1976) — МГХПУ им. С. Г. Строганова (2000), заслуженный художник РФ (2010), доктор искусствоведения, профессор.